# Steinar Pedersen
Steinar Pedersen (* 6. Juni 1976 in Kristiansand) ist ein norwegischer Fußballtrainer und ehemaliger Fußballspieler. Er spielte für viele Vereine und stand unter anderem bei Borussia Dortmund unter Vertrag. Seine fußballerische Karriere begann und endete bei IK Start aus Kristiansand. Von Januar 2016 bis zu seiner Entlassung am 29. September 2017 war er Cheftrainer beim selben Verein. Aktuell trainiert er den Drittligisten Arendal Fotball.

## Karriere

### Verein
Steinar Pedersen begann seine Karriere im Jahr 1994 in seiner Heimatstadt bei Start Kristiansand. Schon in seiner Anfangszeit avancierte er schnell zum Stammspieler und absolvierte in drei Spielzeiten insgesamt 54 Ligaspiele. Nachdem Pedersen am Ende der Saison 1996 mit seinem Verein den Abstieg hinnehmen musste, wechselte er im Juli 1996 zum damals amtierenden deutschen Meister Borussia Dortmund. Dort kam er aber lediglich in den Genuss von Kurzeinsätzen, insgesamt drei bis zur Winterpause und zwei Einsätze in der Gruppenphase der UEFA Champions League gegen Atlético Madrid und Steaua Bukarest. Im Januar 1997 wurde Pedersen bis Jahresende wieder zurück nach Norwegen verliehen an Lillestrøm SK. Dort konnte er sich für die Startaufstellung empfehlen und absolvierte bis zum Ende der Leihperiode 24 Ligapartien ohne Torerfolg. Doch auch nach der Leihfrist fand Pedersen keinen Anschluss in Dortmund, nach einem Ligaspiel als Einwechselspieler am letzten Spieltag der Saison 1997/98 gegen den FC Bayern München (0:4) wechselte er zur Saison 1999 zum schwedischen Klub IFK Göteborg.
Nach drei Spielzeiten in Göteborg, wo er mal häufiger und mal nicht so regelmäßig eingesetzt wurde, wechselte er zur Saison 2002 zu seinem Heimatverein Start Kristiansand zurück. Allerdings stieg die Mannschaft noch in diesem Jahr in die Adeccoligaen ab. Schon im Jahr 2004 gelang Kristiansand der Wiederaufstieg und die Spielzeit 2005 beendeten sie auf dem zweiten Tabellenplatz in der höchsten norwegischen Spielklasse. Als Pedersen mit seinem Team nach der Saison 2007 wieder abstieg, wechselte er zu Lillestrøm SK. Nach einer Leihstation bei Strømsgodset Toppfotball im Jahr 2009 und über 100 Einsätzen für Lillestrøm wechselte Pedersen im Jahr 2012 letztmals zu Start Kristiansand, um dort seine Karriere zu beenden. Sein letztes Ligaspiel absolvierte er am 11. November 2012 bei der 1:2-Niederlage bei Notodden FK am letzten Spieltag der Saison 2012, machte mit Kristiansand den Aufstieg perfekt und beendete daraufhin seine aktive Laufbahn.

### Nationalmannschaft
Pedersen absolvierte im Jahr 2006 unter dem damaligen Trainer Åge Hareide ein Länderspiel für die norwegische Fußballnationalmannschaft bei der 0:5-Niederlage gegen die USA, dies blieb jedoch sein einziges.

### Trainer
Seine Trainerlaufbahn begann Steinar Pedersen im Jahr 2014 beim FK  Jerv aus der südnorwegischen Stadt Grimstad. Jerv war im Jahr zuvor von der 3. Division (viertes Niveau) in die sogenannte Oddsenligaen aufgestiegen. Schon in Pedersens erstem Jahr als Trainer gelang der nächste Aufstieg für Jerv. Ab 2015 spielte man in der zweithöchsten Liga, die sogenannte OBOS-Ligaen (bis 2013 Adecco-Ligaen genannt). Auch die Folgesaison gestaltete sich sehr erfolgreich. Jerv verpasste nur knapp den Aufstieg in die höchste norwegische Liga.  Als fünfter der Tabelle qualifizierte sich der Verein für die Aufstiegsspiele. In den zwei ersten Runden setzte er sich gegen die Mitkonkurrenten der OBOS-Liga (Kristiansund, Hødd und Ranheim) durch. Im entscheidenden Relegationsspiel gegen den drittletzten der ersten Liga, Start Kristiansand, zog man aber den Kürzeren. Nach 1-1 zu Hause verlor Jerv das Rückspiel 1-3. Steinar Pedersen gelang der Aufstieg aber dennoch. Ab 1. Januar 2016 wurde er ausgerechnet beim Relegationsspielgegner Start unter  Vertrag genommen.
Seine Zeit als Trainer bei Start Kristiansand war nicht wirklich erfolgreich. 2016, in seiner ersten Saison, konnte Start erst am 25. Spieltag den ersten Sieg in der Liga verbuchen. Saisonbilanz waren magere zwei Siege, zehnmal unentschieden und achtzehnmal verloren. Start wurde mit Abstand Letzter der Tabelle und stieg ab. Trotz miserabler Bilanz wurde dem Trainer das Vertrauen nicht entzogen. Um eine finanzielle Pleite abzuwenden, hatte der Verein in den letzten Jahren nahezu jeden Spieler der Geld einbringen konnte, verkaufen müssen. Den Verursacher des Abstiegs sah er nun bei den fehlenden Ressourcen und nicht bei dem Trainer.
2017 etablierte sich Start in der Spitzengruppe der zweithöchsten Liga. Fünf Spieltage vor Saisonende hatten Pedersen und seine Mannschaft, als zweiter der Tabelle, einen direkten Aufstiegsplatz inne. Am Ende der Saison schaffte es Start auch aufzusteigen, aber bei den letzten fünf Spielen war Steinar Pedersen nicht mehr dabei. Er wurde am 29. September 2017 überraschend entlassen.
Seit August 2018 ist er Trainer beim Drittligisten Arendal Fotball.

## Sonstiges
Pedersen ist der Bruder von Kjetil Pedersen, der ebenfalls Fußballspieler war und unter anderem bei LASK Linz spielte. Beide sind Söhne von Erik Ruthford Pedersen, der bei Start Kristiansand als Torwart spielte und später als Trainer tätig war.

## Titel und Erfolge
Start Kristiansand
- Adeccoligaen (2): 2004 & 2012